# Sistema Colle
|   | a | b | c | d | e | f | g | h |   |
| 8 | d4 blanques peó · c3 blanques peó · d3 blanques alfil · e3 blanques peó · f3 blanques cavall · a2 blanques peó · b2 blanques peó · d2 blanques cavall · f2 blanques peó · g2 blanques peó · h2 blanques peó · a1 blanques torre · c1 blanques alfil · d1 blanques dama · e1 blanques torre · g1 blanques rei | d4 blanques peó · c3 blanques peó · d3 blanques alfil · e3 blanques peó · f3 blanques cavall · a2 blanques peó · b2 blanques peó · d2 blanques cavall · f2 blanques peó · g2 blanques peó · h2 blanques peó · a1 blanques torre · c1 blanques alfil · d1 blanques dama · e1 blanques torre · g1 blanques rei | d4 blanques peó · c3 blanques peó · d3 blanques alfil · e3 blanques peó · f3 blanques cavall · a2 blanques peó · b2 blanques peó · d2 blanques cavall · f2 blanques peó · g2 blanques peó · h2 blanques peó · a1 blanques torre · c1 blanques alfil · d1 blanques dama · e1 blanques torre · g1 blanques rei | d4 blanques peó · c3 blanques peó · d3 blanques alfil · e3 blanques peó · f3 blanques cavall · a2 blanques peó · b2 blanques peó · d2 blanques cavall · f2 blanques peó · g2 blanques peó · h2 blanques peó · a1 blanques torre · c1 blanques alfil · d1 blanques dama · e1 blanques torre · g1 blanques rei | d4 blanques peó · c3 blanques peó · d3 blanques alfil · e3 blanques peó · f3 blanques cavall · a2 blanques peó · b2 blanques peó · d2 blanques cavall · f2 blanques peó · g2 blanques peó · h2 blanques peó · a1 blanques torre · c1 blanques alfil · d1 blanques dama · e1 blanques torre · g1 blanques rei | d4 blanques peó · c3 blanques peó · d3 blanques alfil · e3 blanques peó · f3 blanques cavall · a2 blanques peó · b2 blanques peó · d2 blanques cavall · f2 blanques peó · g2 blanques peó · h2 blanques peó · a1 blanques torre · c1 blanques alfil · d1 blanques dama · e1 blanques torre · g1 blanques rei | d4 blanques peó · c3 blanques peó · d3 blanques alfil · e3 blanques peó · f3 blanques cavall · a2 blanques peó · b2 blanques peó · d2 blanques cavall · f2 blanques peó · g2 blanques peó · h2 blanques peó · a1 blanques torre · c1 blanques alfil · d1 blanques dama · e1 blanques torre · g1 blanques rei | d4 blanques peó · c3 blanques peó · d3 blanques alfil · e3 blanques peó · f3 blanques cavall · a2 blanques peó · b2 blanques peó · d2 blanques cavall · f2 blanques peó · g2 blanques peó · h2 blanques peó · a1 blanques torre · c1 blanques alfil · d1 blanques dama · e1 blanques torre · g1 blanques rei | 8 |
| 7 | d4 blanques peó · c3 blanques peó · d3 blanques alfil · e3 blanques peó · f3 blanques cavall · a2 blanques peó · b2 blanques peó · d2 blanques cavall · f2 blanques peó · g2 blanques peó · h2 blanques peó · a1 blanques torre · c1 blanques alfil · d1 blanques dama · e1 blanques torre · g1 blanques rei | d4 blanques peó · c3 blanques peó · d3 blanques alfil · e3 blanques peó · f3 blanques cavall · a2 blanques peó · b2 blanques peó · d2 blanques cavall · f2 blanques peó · g2 blanques peó · h2 blanques peó · a1 blanques torre · c1 blanques alfil · d1 blanques dama · e1 blanques torre · g1 blanques rei | d4 blanques peó · c3 blanques peó · d3 blanques alfil · e3 blanques peó · f3 blanques cavall · a2 blanques peó · b2 blanques peó · d2 blanques cavall · f2 blanques peó · g2 blanques peó · h2 blanques peó · a1 blanques torre · c1 blanques alfil · d1 blanques dama · e1 blanques torre · g1 blanques rei | d4 blanques peó · c3 blanques peó · d3 blanques alfil · e3 blanques peó · f3 blanques cavall · a2 blanques peó · b2 blanques peó · d2 blanques cavall · f2 blanques peó · g2 blanques peó · h2 blanques peó · a1 blanques torre · c1 blanques alfil · d1 blanques dama · e1 blanques torre · g1 blanques rei | d4 blanques peó · c3 blanques peó · d3 blanques alfil · e3 blanques peó · f3 blanques cavall · a2 blanques peó · b2 blanques peó · d2 blanques cavall · f2 blanques peó · g2 blanques peó · h2 blanques peó · a1 blanques torre · c1 blanques alfil · d1 blanques dama · e1 blanques torre · g1 blanques rei | d4 blanques peó · c3 blanques peó · d3 blanques alfil · e3 blanques peó · f3 blanques cavall · a2 blanques peó · b2 blanques peó · d2 blanques cavall · f2 blanques peó · g2 blanques peó · h2 blanques peó · a1 blanques torre · c1 blanques alfil · d1 blanques dama · e1 blanques torre · g1 blanques rei | d4 blanques peó · c3 blanques peó · d3 blanques alfil · e3 blanques peó · f3 blanques cavall · a2 blanques peó · b2 blanques peó · d2 blanques cavall · f2 blanques peó · g2 blanques peó · h2 blanques peó · a1 blanques torre · c1 blanques alfil · d1 blanques dama · e1 blanques torre · g1 blanques rei | d4 blanques peó · c3 blanques peó · d3 blanques alfil · e3 blanques peó · f3 blanques cavall · a2 blanques peó · b2 blanques peó · d2 blanques cavall · f2 blanques peó · g2 blanques peó · h2 blanques peó · a1 blanques torre · c1 blanques alfil · d1 blanques dama · e1 blanques torre · g1 blanques rei | 7 |
| 6 | d4 blanques peó · c3 blanques peó · d3 blanques alfil · e3 blanques peó · f3 blanques cavall · a2 blanques peó · b2 blanques peó · d2 blanques cavall · f2 blanques peó · g2 blanques peó · h2 blanques peó · a1 blanques torre · c1 blanques alfil · d1 blanques dama · e1 blanques torre · g1 blanques rei | d4 blanques peó · c3 blanques peó · d3 blanques alfil · e3 blanques peó · f3 blanques cavall · a2 blanques peó · b2 blanques peó · d2 blanques cavall · f2 blanques peó · g2 blanques peó · h2 blanques peó · a1 blanques torre · c1 blanques alfil · d1 blanques dama · e1 blanques torre · g1 blanques rei | d4 blanques peó · c3 blanques peó · d3 blanques alfil · e3 blanques peó · f3 blanques cavall · a2 blanques peó · b2 blanques peó · d2 blanques cavall · f2 blanques peó · g2 blanques peó · h2 blanques peó · a1 blanques torre · c1 blanques alfil · d1 blanques dama · e1 blanques torre · g1 blanques rei | d4 blanques peó · c3 blanques peó · d3 blanques alfil · e3 blanques peó · f3 blanques cavall · a2 blanques peó · b2 blanques peó · d2 blanques cavall · f2 blanques peó · g2 blanques peó · h2 blanques peó · a1 blanques torre · c1 blanques alfil · d1 blanques dama · e1 blanques torre · g1 blanques rei | d4 blanques peó · c3 blanques peó · d3 blanques alfil · e3 blanques peó · f3 blanques cavall · a2 blanques peó · b2 blanques peó · d2 blanques cavall · f2 blanques peó · g2 blanques peó · h2 blanques peó · a1 blanques torre · c1 blanques alfil · d1 blanques dama · e1 blanques torre · g1 blanques rei | d4 blanques peó · c3 blanques peó · d3 blanques alfil · e3 blanques peó · f3 blanques cavall · a2 blanques peó · b2 blanques peó · d2 blanques cavall · f2 blanques peó · g2 blanques peó · h2 blanques peó · a1 blanques torre · c1 blanques alfil · d1 blanques dama · e1 blanques torre · g1 blanques rei | d4 blanques peó · c3 blanques peó · d3 blanques alfil · e3 blanques peó · f3 blanques cavall · a2 blanques peó · b2 blanques peó · d2 blanques cavall · f2 blanques peó · g2 blanques peó · h2 blanques peó · a1 blanques torre · c1 blanques alfil · d1 blanques dama · e1 blanques torre · g1 blanques rei | d4 blanques peó · c3 blanques peó · d3 blanques alfil · e3 blanques peó · f3 blanques cavall · a2 blanques peó · b2 blanques peó · d2 blanques cavall · f2 blanques peó · g2 blanques peó · h2 blanques peó · a1 blanques torre · c1 blanques alfil · d1 blanques dama · e1 blanques torre · g1 blanques rei | 6 |
| 5 | d4 blanques peó · c3 blanques peó · d3 blanques alfil · e3 blanques peó · f3 blanques cavall · a2 blanques peó · b2 blanques peó · d2 blanques cavall · f2 blanques peó · g2 blanques peó · h2 blanques peó · a1 blanques torre · c1 blanques alfil · d1 blanques dama · e1 blanques torre · g1 blanques rei | d4 blanques peó · c3 blanques peó · d3 blanques alfil · e3 blanques peó · f3 blanques cavall · a2 blanques peó · b2 blanques peó · d2 blanques cavall · f2 blanques peó · g2 blanques peó · h2 blanques peó · a1 blanques torre · c1 blanques alfil · d1 blanques dama · e1 blanques torre · g1 blanques rei | d4 blanques peó · c3 blanques peó · d3 blanques alfil · e3 blanques peó · f3 blanques cavall · a2 blanques peó · b2 blanques peó · d2 blanques cavall · f2 blanques peó · g2 blanques peó · h2 blanques peó · a1 blanques torre · c1 blanques alfil · d1 blanques dama · e1 blanques torre · g1 blanques rei | d4 blanques peó · c3 blanques peó · d3 blanques alfil · e3 blanques peó · f3 blanques cavall · a2 blanques peó · b2 blanques peó · d2 blanques cavall · f2 blanques peó · g2 blanques peó · h2 blanques peó · a1 blanques torre · c1 blanques alfil · d1 blanques dama · e1 blanques torre · g1 blanques rei | d4 blanques peó · c3 blanques peó · d3 blanques alfil · e3 blanques peó · f3 blanques cavall · a2 blanques peó · b2 blanques peó · d2 blanques cavall · f2 blanques peó · g2 blanques peó · h2 blanques peó · a1 blanques torre · c1 blanques alfil · d1 blanques dama · e1 blanques torre · g1 blanques rei | d4 blanques peó · c3 blanques peó · d3 blanques alfil · e3 blanques peó · f3 blanques cavall · a2 blanques peó · b2 blanques peó · d2 blanques cavall · f2 blanques peó · g2 blanques peó · h2 blanques peó · a1 blanques torre · c1 blanques alfil · d1 blanques dama · e1 blanques torre · g1 blanques rei | d4 blanques peó · c3 blanques peó · d3 blanques alfil · e3 blanques peó · f3 blanques cavall · a2 blanques peó · b2 blanques peó · d2 blanques cavall · f2 blanques peó · g2 blanques peó · h2 blanques peó · a1 blanques torre · c1 blanques alfil · d1 blanques dama · e1 blanques torre · g1 blanques rei | d4 blanques peó · c3 blanques peó · d3 blanques alfil · e3 blanques peó · f3 blanques cavall · a2 blanques peó · b2 blanques peó · d2 blanques cavall · f2 blanques peó · g2 blanques peó · h2 blanques peó · a1 blanques torre · c1 blanques alfil · d1 blanques dama · e1 blanques torre · g1 blanques rei | 5 |
| 4 | d4 blanques peó · c3 blanques peó · d3 blanques alfil · e3 blanques peó · f3 blanques cavall · a2 blanques peó · b2 blanques peó · d2 blanques cavall · f2 blanques peó · g2 blanques peó · h2 blanques peó · a1 blanques torre · c1 blanques alfil · d1 blanques dama · e1 blanques torre · g1 blanques rei | d4 blanques peó · c3 blanques peó · d3 blanques alfil · e3 blanques peó · f3 blanques cavall · a2 blanques peó · b2 blanques peó · d2 blanques cavall · f2 blanques peó · g2 blanques peó · h2 blanques peó · a1 blanques torre · c1 blanques alfil · d1 blanques dama · e1 blanques torre · g1 blanques rei | d4 blanques peó · c3 blanques peó · d3 blanques alfil · e3 blanques peó · f3 blanques cavall · a2 blanques peó · b2 blanques peó · d2 blanques cavall · f2 blanques peó · g2 blanques peó · h2 blanques peó · a1 blanques torre · c1 blanques alfil · d1 blanques dama · e1 blanques torre · g1 blanques rei | d4 blanques peó · c3 blanques peó · d3 blanques alfil · e3 blanques peó · f3 blanques cavall · a2 blanques peó · b2 blanques peó · d2 blanques cavall · f2 blanques peó · g2 blanques peó · h2 blanques peó · a1 blanques torre · c1 blanques alfil · d1 blanques dama · e1 blanques torre · g1 blanques rei | d4 blanques peó · c3 blanques peó · d3 blanques alfil · e3 blanques peó · f3 blanques cavall · a2 blanques peó · b2 blanques peó · d2 blanques cavall · f2 blanques peó · g2 blanques peó · h2 blanques peó · a1 blanques torre · c1 blanques alfil · d1 blanques dama · e1 blanques torre · g1 blanques rei | d4 blanques peó · c3 blanques peó · d3 blanques alfil · e3 blanques peó · f3 blanques cavall · a2 blanques peó · b2 blanques peó · d2 blanques cavall · f2 blanques peó · g2 blanques peó · h2 blanques peó · a1 blanques torre · c1 blanques alfil · d1 blanques dama · e1 blanques torre · g1 blanques rei | d4 blanques peó · c3 blanques peó · d3 blanques alfil · e3 blanques peó · f3 blanques cavall · a2 blanques peó · b2 blanques peó · d2 blanques cavall · f2 blanques peó · g2 blanques peó · h2 blanques peó · a1 blanques torre · c1 blanques alfil · d1 blanques dama · e1 blanques torre · g1 blanques rei | d4 blanques peó · c3 blanques peó · d3 blanques alfil · e3 blanques peó · f3 blanques cavall · a2 blanques peó · b2 blanques peó · d2 blanques cavall · f2 blanques peó · g2 blanques peó · h2 blanques peó · a1 blanques torre · c1 blanques alfil · d1 blanques dama · e1 blanques torre · g1 blanques rei | 4 |
| 3 | d4 blanques peó · c3 blanques peó · d3 blanques alfil · e3 blanques peó · f3 blanques cavall · a2 blanques peó · b2 blanques peó · d2 blanques cavall · f2 blanques peó · g2 blanques peó · h2 blanques peó · a1 blanques torre · c1 blanques alfil · d1 blanques dama · e1 blanques torre · g1 blanques rei | d4 blanques peó · c3 blanques peó · d3 blanques alfil · e3 blanques peó · f3 blanques cavall · a2 blanques peó · b2 blanques peó · d2 blanques cavall · f2 blanques peó · g2 blanques peó · h2 blanques peó · a1 blanques torre · c1 blanques alfil · d1 blanques dama · e1 blanques torre · g1 blanques rei | d4 blanques peó · c3 blanques peó · d3 blanques alfil · e3 blanques peó · f3 blanques cavall · a2 blanques peó · b2 blanques peó · d2 blanques cavall · f2 blanques peó · g2 blanques peó · h2 blanques peó · a1 blanques torre · c1 blanques alfil · d1 blanques dama · e1 blanques torre · g1 blanques rei | d4 blanques peó · c3 blanques peó · d3 blanques alfil · e3 blanques peó · f3 blanques cavall · a2 blanques peó · b2 blanques peó · d2 blanques cavall · f2 blanques peó · g2 blanques peó · h2 blanques peó · a1 blanques torre · c1 blanques alfil · d1 blanques dama · e1 blanques torre · g1 blanques rei | d4 blanques peó · c3 blanques peó · d3 blanques alfil · e3 blanques peó · f3 blanques cavall · a2 blanques peó · b2 blanques peó · d2 blanques cavall · f2 blanques peó · g2 blanques peó · h2 blanques peó · a1 blanques torre · c1 blanques alfil · d1 blanques dama · e1 blanques torre · g1 blanques rei | d4 blanques peó · c3 blanques peó · d3 blanques alfil · e3 blanques peó · f3 blanques cavall · a2 blanques peó · b2 blanques peó · d2 blanques cavall · f2 blanques peó · g2 blanques peó · h2 blanques peó · a1 blanques torre · c1 blanques alfil · d1 blanques dama · e1 blanques torre · g1 blanques rei | d4 blanques peó · c3 blanques peó · d3 blanques alfil · e3 blanques peó · f3 blanques cavall · a2 blanques peó · b2 blanques peó · d2 blanques cavall · f2 blanques peó · g2 blanques peó · h2 blanques peó · a1 blanques torre · c1 blanques alfil · d1 blanques dama · e1 blanques torre · g1 blanques rei | d4 blanques peó · c3 blanques peó · d3 blanques alfil · e3 blanques peó · f3 blanques cavall · a2 blanques peó · b2 blanques peó · d2 blanques cavall · f2 blanques peó · g2 blanques peó · h2 blanques peó · a1 blanques torre · c1 blanques alfil · d1 blanques dama · e1 blanques torre · g1 blanques rei | 3 |
| 2 | d4 blanques peó · c3 blanques peó · d3 blanques alfil · e3 blanques peó · f3 blanques cavall · a2 blanques peó · b2 blanques peó · d2 blanques cavall · f2 blanques peó · g2 blanques peó · h2 blanques peó · a1 blanques torre · c1 blanques alfil · d1 blanques dama · e1 blanques torre · g1 blanques rei | d4 blanques peó · c3 blanques peó · d3 blanques alfil · e3 blanques peó · f3 blanques cavall · a2 blanques peó · b2 blanques peó · d2 blanques cavall · f2 blanques peó · g2 blanques peó · h2 blanques peó · a1 blanques torre · c1 blanques alfil · d1 blanques dama · e1 blanques torre · g1 blanques rei | d4 blanques peó · c3 blanques peó · d3 blanques alfil · e3 blanques peó · f3 blanques cavall · a2 blanques peó · b2 blanques peó · d2 blanques cavall · f2 blanques peó · g2 blanques peó · h2 blanques peó · a1 blanques torre · c1 blanques alfil · d1 blanques dama · e1 blanques torre · g1 blanques rei | d4 blanques peó · c3 blanques peó · d3 blanques alfil · e3 blanques peó · f3 blanques cavall · a2 blanques peó · b2 blanques peó · d2 blanques cavall · f2 blanques peó · g2 blanques peó · h2 blanques peó · a1 blanques torre · c1 blanques alfil · d1 blanques dama · e1 blanques torre · g1 blanques rei | d4 blanques peó · c3 blanques peó · d3 blanques alfil · e3 blanques peó · f3 blanques cavall · a2 blanques peó · b2 blanques peó · d2 blanques cavall · f2 blanques peó · g2 blanques peó · h2 blanques peó · a1 blanques torre · c1 blanques alfil · d1 blanques dama · e1 blanques torre · g1 blanques rei | d4 blanques peó · c3 blanques peó · d3 blanques alfil · e3 blanques peó · f3 blanques cavall · a2 blanques peó · b2 blanques peó · d2 blanques cavall · f2 blanques peó · g2 blanques peó · h2 blanques peó · a1 blanques torre · c1 blanques alfil · d1 blanques dama · e1 blanques torre · g1 blanques rei | d4 blanques peó · c3 blanques peó · d3 blanques alfil · e3 blanques peó · f3 blanques cavall · a2 blanques peó · b2 blanques peó · d2 blanques cavall · f2 blanques peó · g2 blanques peó · h2 blanques peó · a1 blanques torre · c1 blanques alfil · d1 blanques dama · e1 blanques torre · g1 blanques rei | d4 blanques peó · c3 blanques peó · d3 blanques alfil · e3 blanques peó · f3 blanques cavall · a2 blanques peó · b2 blanques peó · d2 blanques cavall · f2 blanques peó · g2 blanques peó · h2 blanques peó · a1 blanques torre · c1 blanques alfil · d1 blanques dama · e1 blanques torre · g1 blanques rei | 2 |
| 1 | d4 blanques peó · c3 blanques peó · d3 blanques alfil · e3 blanques peó · f3 blanques cavall · a2 blanques peó · b2 blanques peó · d2 blanques cavall · f2 blanques peó · g2 blanques peó · h2 blanques peó · a1 blanques torre · c1 blanques alfil · d1 blanques dama · e1 blanques torre · g1 blanques rei | d4 blanques peó · c3 blanques peó · d3 blanques alfil · e3 blanques peó · f3 blanques cavall · a2 blanques peó · b2 blanques peó · d2 blanques cavall · f2 blanques peó · g2 blanques peó · h2 blanques peó · a1 blanques torre · c1 blanques alfil · d1 blanques dama · e1 blanques torre · g1 blanques rei | d4 blanques peó · c3 blanques peó · d3 blanques alfil · e3 blanques peó · f3 blanques cavall · a2 blanques peó · b2 blanques peó · d2 blanques cavall · f2 blanques peó · g2 blanques peó · h2 blanques peó · a1 blanques torre · c1 blanques alfil · d1 blanques dama · e1 blanques torre · g1 blanques rei | d4 blanques peó · c3 blanques peó · d3 blanques alfil · e3 blanques peó · f3 blanques cavall · a2 blanques peó · b2 blanques peó · d2 blanques cavall · f2 blanques peó · g2 blanques peó · h2 blanques peó · a1 blanques torre · c1 blanques alfil · d1 blanques dama · e1 blanques torre · g1 blanques rei | d4 blanques peó · c3 blanques peó · d3 blanques alfil · e3 blanques peó · f3 blanques cavall · a2 blanques peó · b2 blanques peó · d2 blanques cavall · f2 blanques peó · g2 blanques peó · h2 blanques peó · a1 blanques torre · c1 blanques alfil · d1 blanques dama · e1 blanques torre · g1 blanques rei | d4 blanques peó · c3 blanques peó · d3 blanques alfil · e3 blanques peó · f3 blanques cavall · a2 blanques peó · b2 blanques peó · d2 blanques cavall · f2 blanques peó · g2 blanques peó · h2 blanques peó · a1 blanques torre · c1 blanques alfil · d1 blanques dama · e1 blanques torre · g1 blanques rei | d4 blanques peó · c3 blanques peó · d3 blanques alfil · e3 blanques peó · f3 blanques cavall · a2 blanques peó · b2 blanques peó · d2 blanques cavall · f2 blanques peó · g2 blanques peó · h2 blanques peó · a1 blanques torre · c1 blanques alfil · d1 blanques dama · e1 blanques torre · g1 blanques rei | d4 blanques peó · c3 blanques peó · d3 blanques alfil · e3 blanques peó · f3 blanques cavall · a2 blanques peó · b2 blanques peó · d2 blanques cavall · f2 blanques peó · g2 blanques peó · h2 blanques peó · a1 blanques torre · c1 blanques alfil · d1 blanques dama · e1 blanques torre · g1 blanques rei | 1 |
|   | a | b | c | d | e | f | g | h |   |

El Sistema Colle, també conegut com el Sistema Colle-Koltanowski, és una estratègia d'obertura d'escacs de les blanques introduït pel belga Edgar Colle als anys 1920, i més endavant desenvolupat per George Koltanowski. Aquesta variant de l'obertura del peó de dama és caracteritzat per un modest desenvolupament de les peces menors blanques per donar suport a un moviment de peó ràpid a la casella e4. És sòlid, però inflexible.
Colle i Koltanowski, cadascú varen guanyar molts torneigs en els anys 1920 i 1930. Colle acabà per davant de Tartakower, Euwe i Rubinstein en diverses vegades. L'obertura fins i tot havia estat referida a com el “temut” Sistema Colle. George Koltanowski, en el seu llibre, “El Sistema Colle” va dir que va oferia un “desenvolupament sòlid”, combinacions, un decent final, i dona possibilitats “molt bones per a les blanques de no perdre contra un jugador més fort”. Tanmateix, jugadors com Capablanca i Tal varen trobar formes per a lluitar contra alguna de les seves línies.
Ignorant les respostes de les negres, només considerant els moviments de les blanques, el pla típic és de la següent manera:
1.d4 2.Cf3 3.e3 4.Ad3 5.0-0 6.Te1 7.c3 8.Cbd2 9.e4. És un esquema de desenvolupament perfectament sòlid, però, d'aplicació inflexible, sense poder oferir res més que d'igualtat contra una resposta vigorosa de les negres. Pot ser una bona eina per evitar variants de llibre, per les partides ràpides, o per forçar als adversaris a fer pensar abans d'hora. Actualment és considerat totalment innocu, i és rarament vist a nivells de Mestres.

## Sistema Colle–Zukertort
|   | a | b | c | d | e | f | g | h |   |
| 8 | d4 blanques peó · b3 blanques peó · d3 blanques alfil · e3 blanques peó · f3 blanques cavall · a2 blanques peó · b2 blanques alfil · c2 blanques peó · d2 blanques cavall · f2 blanques peó · g2 blanques peó · h2 blanques peó · a1 blanques torre · d1 blanques dama · f1 blanques torre · g1 blanques rei | d4 blanques peó · b3 blanques peó · d3 blanques alfil · e3 blanques peó · f3 blanques cavall · a2 blanques peó · b2 blanques alfil · c2 blanques peó · d2 blanques cavall · f2 blanques peó · g2 blanques peó · h2 blanques peó · a1 blanques torre · d1 blanques dama · f1 blanques torre · g1 blanques rei | d4 blanques peó · b3 blanques peó · d3 blanques alfil · e3 blanques peó · f3 blanques cavall · a2 blanques peó · b2 blanques alfil · c2 blanques peó · d2 blanques cavall · f2 blanques peó · g2 blanques peó · h2 blanques peó · a1 blanques torre · d1 blanques dama · f1 blanques torre · g1 blanques rei | d4 blanques peó · b3 blanques peó · d3 blanques alfil · e3 blanques peó · f3 blanques cavall · a2 blanques peó · b2 blanques alfil · c2 blanques peó · d2 blanques cavall · f2 blanques peó · g2 blanques peó · h2 blanques peó · a1 blanques torre · d1 blanques dama · f1 blanques torre · g1 blanques rei | d4 blanques peó · b3 blanques peó · d3 blanques alfil · e3 blanques peó · f3 blanques cavall · a2 blanques peó · b2 blanques alfil · c2 blanques peó · d2 blanques cavall · f2 blanques peó · g2 blanques peó · h2 blanques peó · a1 blanques torre · d1 blanques dama · f1 blanques torre · g1 blanques rei | d4 blanques peó · b3 blanques peó · d3 blanques alfil · e3 blanques peó · f3 blanques cavall · a2 blanques peó · b2 blanques alfil · c2 blanques peó · d2 blanques cavall · f2 blanques peó · g2 blanques peó · h2 blanques peó · a1 blanques torre · d1 blanques dama · f1 blanques torre · g1 blanques rei | d4 blanques peó · b3 blanques peó · d3 blanques alfil · e3 blanques peó · f3 blanques cavall · a2 blanques peó · b2 blanques alfil · c2 blanques peó · d2 blanques cavall · f2 blanques peó · g2 blanques peó · h2 blanques peó · a1 blanques torre · d1 blanques dama · f1 blanques torre · g1 blanques rei | d4 blanques peó · b3 blanques peó · d3 blanques alfil · e3 blanques peó · f3 blanques cavall · a2 blanques peó · b2 blanques alfil · c2 blanques peó · d2 blanques cavall · f2 blanques peó · g2 blanques peó · h2 blanques peó · a1 blanques torre · d1 blanques dama · f1 blanques torre · g1 blanques rei | 8 |
| 7 | d4 blanques peó · b3 blanques peó · d3 blanques alfil · e3 blanques peó · f3 blanques cavall · a2 blanques peó · b2 blanques alfil · c2 blanques peó · d2 blanques cavall · f2 blanques peó · g2 blanques peó · h2 blanques peó · a1 blanques torre · d1 blanques dama · f1 blanques torre · g1 blanques rei | d4 blanques peó · b3 blanques peó · d3 blanques alfil · e3 blanques peó · f3 blanques cavall · a2 blanques peó · b2 blanques alfil · c2 blanques peó · d2 blanques cavall · f2 blanques peó · g2 blanques peó · h2 blanques peó · a1 blanques torre · d1 blanques dama · f1 blanques torre · g1 blanques rei | d4 blanques peó · b3 blanques peó · d3 blanques alfil · e3 blanques peó · f3 blanques cavall · a2 blanques peó · b2 blanques alfil · c2 blanques peó · d2 blanques cavall · f2 blanques peó · g2 blanques peó · h2 blanques peó · a1 blanques torre · d1 blanques dama · f1 blanques torre · g1 blanques rei | d4 blanques peó · b3 blanques peó · d3 blanques alfil · e3 blanques peó · f3 blanques cavall · a2 blanques peó · b2 blanques alfil · c2 blanques peó · d2 blanques cavall · f2 blanques peó · g2 blanques peó · h2 blanques peó · a1 blanques torre · d1 blanques dama · f1 blanques torre · g1 blanques rei | d4 blanques peó · b3 blanques peó · d3 blanques alfil · e3 blanques peó · f3 blanques cavall · a2 blanques peó · b2 blanques alfil · c2 blanques peó · d2 blanques cavall · f2 blanques peó · g2 blanques peó · h2 blanques peó · a1 blanques torre · d1 blanques dama · f1 blanques torre · g1 blanques rei | d4 blanques peó · b3 blanques peó · d3 blanques alfil · e3 blanques peó · f3 blanques cavall · a2 blanques peó · b2 blanques alfil · c2 blanques peó · d2 blanques cavall · f2 blanques peó · g2 blanques peó · h2 blanques peó · a1 blanques torre · d1 blanques dama · f1 blanques torre · g1 blanques rei | d4 blanques peó · b3 blanques peó · d3 blanques alfil · e3 blanques peó · f3 blanques cavall · a2 blanques peó · b2 blanques alfil · c2 blanques peó · d2 blanques cavall · f2 blanques peó · g2 blanques peó · h2 blanques peó · a1 blanques torre · d1 blanques dama · f1 blanques torre · g1 blanques rei | d4 blanques peó · b3 blanques peó · d3 blanques alfil · e3 blanques peó · f3 blanques cavall · a2 blanques peó · b2 blanques alfil · c2 blanques peó · d2 blanques cavall · f2 blanques peó · g2 blanques peó · h2 blanques peó · a1 blanques torre · d1 blanques dama · f1 blanques torre · g1 blanques rei | 7 |
| 6 | d4 blanques peó · b3 blanques peó · d3 blanques alfil · e3 blanques peó · f3 blanques cavall · a2 blanques peó · b2 blanques alfil · c2 blanques peó · d2 blanques cavall · f2 blanques peó · g2 blanques peó · h2 blanques peó · a1 blanques torre · d1 blanques dama · f1 blanques torre · g1 blanques rei | d4 blanques peó · b3 blanques peó · d3 blanques alfil · e3 blanques peó · f3 blanques cavall · a2 blanques peó · b2 blanques alfil · c2 blanques peó · d2 blanques cavall · f2 blanques peó · g2 blanques peó · h2 blanques peó · a1 blanques torre · d1 blanques dama · f1 blanques torre · g1 blanques rei | d4 blanques peó · b3 blanques peó · d3 blanques alfil · e3 blanques peó · f3 blanques cavall · a2 blanques peó · b2 blanques alfil · c2 blanques peó · d2 blanques cavall · f2 blanques peó · g2 blanques peó · h2 blanques peó · a1 blanques torre · d1 blanques dama · f1 blanques torre · g1 blanques rei | d4 blanques peó · b3 blanques peó · d3 blanques alfil · e3 blanques peó · f3 blanques cavall · a2 blanques peó · b2 blanques alfil · c2 blanques peó · d2 blanques cavall · f2 blanques peó · g2 blanques peó · h2 blanques peó · a1 blanques torre · d1 blanques dama · f1 blanques torre · g1 blanques rei | d4 blanques peó · b3 blanques peó · d3 blanques alfil · e3 blanques peó · f3 blanques cavall · a2 blanques peó · b2 blanques alfil · c2 blanques peó · d2 blanques cavall · f2 blanques peó · g2 blanques peó · h2 blanques peó · a1 blanques torre · d1 blanques dama · f1 blanques torre · g1 blanques rei | d4 blanques peó · b3 blanques peó · d3 blanques alfil · e3 blanques peó · f3 blanques cavall · a2 blanques peó · b2 blanques alfil · c2 blanques peó · d2 blanques cavall · f2 blanques peó · g2 blanques peó · h2 blanques peó · a1 blanques torre · d1 blanques dama · f1 blanques torre · g1 blanques rei | d4 blanques peó · b3 blanques peó · d3 blanques alfil · e3 blanques peó · f3 blanques cavall · a2 blanques peó · b2 blanques alfil · c2 blanques peó · d2 blanques cavall · f2 blanques peó · g2 blanques peó · h2 blanques peó · a1 blanques torre · d1 blanques dama · f1 blanques torre · g1 blanques rei | d4 blanques peó · b3 blanques peó · d3 blanques alfil · e3 blanques peó · f3 blanques cavall · a2 blanques peó · b2 blanques alfil · c2 blanques peó · d2 blanques cavall · f2 blanques peó · g2 blanques peó · h2 blanques peó · a1 blanques torre · d1 blanques dama · f1 blanques torre · g1 blanques rei | 6 |
| 5 | d4 blanques peó · b3 blanques peó · d3 blanques alfil · e3 blanques peó · f3 blanques cavall · a2 blanques peó · b2 blanques alfil · c2 blanques peó · d2 blanques cavall · f2 blanques peó · g2 blanques peó · h2 blanques peó · a1 blanques torre · d1 blanques dama · f1 blanques torre · g1 blanques rei | d4 blanques peó · b3 blanques peó · d3 blanques alfil · e3 blanques peó · f3 blanques cavall · a2 blanques peó · b2 blanques alfil · c2 blanques peó · d2 blanques cavall · f2 blanques peó · g2 blanques peó · h2 blanques peó · a1 blanques torre · d1 blanques dama · f1 blanques torre · g1 blanques rei | d4 blanques peó · b3 blanques peó · d3 blanques alfil · e3 blanques peó · f3 blanques cavall · a2 blanques peó · b2 blanques alfil · c2 blanques peó · d2 blanques cavall · f2 blanques peó · g2 blanques peó · h2 blanques peó · a1 blanques torre · d1 blanques dama · f1 blanques torre · g1 blanques rei | d4 blanques peó · b3 blanques peó · d3 blanques alfil · e3 blanques peó · f3 blanques cavall · a2 blanques peó · b2 blanques alfil · c2 blanques peó · d2 blanques cavall · f2 blanques peó · g2 blanques peó · h2 blanques peó · a1 blanques torre · d1 blanques dama · f1 blanques torre · g1 blanques rei | d4 blanques peó · b3 blanques peó · d3 blanques alfil · e3 blanques peó · f3 blanques cavall · a2 blanques peó · b2 blanques alfil · c2 blanques peó · d2 blanques cavall · f2 blanques peó · g2 blanques peó · h2 blanques peó · a1 blanques torre · d1 blanques dama · f1 blanques torre · g1 blanques rei | d4 blanques peó · b3 blanques peó · d3 blanques alfil · e3 blanques peó · f3 blanques cavall · a2 blanques peó · b2 blanques alfil · c2 blanques peó · d2 blanques cavall · f2 blanques peó · g2 blanques peó · h2 blanques peó · a1 blanques torre · d1 blanques dama · f1 blanques torre · g1 blanques rei | d4 blanques peó · b3 blanques peó · d3 blanques alfil · e3 blanques peó · f3 blanques cavall · a2 blanques peó · b2 blanques alfil · c2 blanques peó · d2 blanques cavall · f2 blanques peó · g2 blanques peó · h2 blanques peó · a1 blanques torre · d1 blanques dama · f1 blanques torre · g1 blanques rei | d4 blanques peó · b3 blanques peó · d3 blanques alfil · e3 blanques peó · f3 blanques cavall · a2 blanques peó · b2 blanques alfil · c2 blanques peó · d2 blanques cavall · f2 blanques peó · g2 blanques peó · h2 blanques peó · a1 blanques torre · d1 blanques dama · f1 blanques torre · g1 blanques rei | 5 |
| 4 | d4 blanques peó · b3 blanques peó · d3 blanques alfil · e3 blanques peó · f3 blanques cavall · a2 blanques peó · b2 blanques alfil · c2 blanques peó · d2 blanques cavall · f2 blanques peó · g2 blanques peó · h2 blanques peó · a1 blanques torre · d1 blanques dama · f1 blanques torre · g1 blanques rei | d4 blanques peó · b3 blanques peó · d3 blanques alfil · e3 blanques peó · f3 blanques cavall · a2 blanques peó · b2 blanques alfil · c2 blanques peó · d2 blanques cavall · f2 blanques peó · g2 blanques peó · h2 blanques peó · a1 blanques torre · d1 blanques dama · f1 blanques torre · g1 blanques rei | d4 blanques peó · b3 blanques peó · d3 blanques alfil · e3 blanques peó · f3 blanques cavall · a2 blanques peó · b2 blanques alfil · c2 blanques peó · d2 blanques cavall · f2 blanques peó · g2 blanques peó · h2 blanques peó · a1 blanques torre · d1 blanques dama · f1 blanques torre · g1 blanques rei | d4 blanques peó · b3 blanques peó · d3 blanques alfil · e3 blanques peó · f3 blanques cavall · a2 blanques peó · b2 blanques alfil · c2 blanques peó · d2 blanques cavall · f2 blanques peó · g2 blanques peó · h2 blanques peó · a1 blanques torre · d1 blanques dama · f1 blanques torre · g1 blanques rei | d4 blanques peó · b3 blanques peó · d3 blanques alfil · e3 blanques peó · f3 blanques cavall · a2 blanques peó · b2 blanques alfil · c2 blanques peó · d2 blanques cavall · f2 blanques peó · g2 blanques peó · h2 blanques peó · a1 blanques torre · d1 blanques dama · f1 blanques torre · g1 blanques rei | d4 blanques peó · b3 blanques peó · d3 blanques alfil · e3 blanques peó · f3 blanques cavall · a2 blanques peó · b2 blanques alfil · c2 blanques peó · d2 blanques cavall · f2 blanques peó · g2 blanques peó · h2 blanques peó · a1 blanques torre · d1 blanques dama · f1 blanques torre · g1 blanques rei | d4 blanques peó · b3 blanques peó · d3 blanques alfil · e3 blanques peó · f3 blanques cavall · a2 blanques peó · b2 blanques alfil · c2 blanques peó · d2 blanques cavall · f2 blanques peó · g2 blanques peó · h2 blanques peó · a1 blanques torre · d1 blanques dama · f1 blanques torre · g1 blanques rei | d4 blanques peó · b3 blanques peó · d3 blanques alfil · e3 blanques peó · f3 blanques cavall · a2 blanques peó · b2 blanques alfil · c2 blanques peó · d2 blanques cavall · f2 blanques peó · g2 blanques peó · h2 blanques peó · a1 blanques torre · d1 blanques dama · f1 blanques torre · g1 blanques rei | 4 |
| 3 | d4 blanques peó · b3 blanques peó · d3 blanques alfil · e3 blanques peó · f3 blanques cavall · a2 blanques peó · b2 blanques alfil · c2 blanques peó · d2 blanques cavall · f2 blanques peó · g2 blanques peó · h2 blanques peó · a1 blanques torre · d1 blanques dama · f1 blanques torre · g1 blanques rei | d4 blanques peó · b3 blanques peó · d3 blanques alfil · e3 blanques peó · f3 blanques cavall · a2 blanques peó · b2 blanques alfil · c2 blanques peó · d2 blanques cavall · f2 blanques peó · g2 blanques peó · h2 blanques peó · a1 blanques torre · d1 blanques dama · f1 blanques torre · g1 blanques rei | d4 blanques peó · b3 blanques peó · d3 blanques alfil · e3 blanques peó · f3 blanques cavall · a2 blanques peó · b2 blanques alfil · c2 blanques peó · d2 blanques cavall · f2 blanques peó · g2 blanques peó · h2 blanques peó · a1 blanques torre · d1 blanques dama · f1 blanques torre · g1 blanques rei | d4 blanques peó · b3 blanques peó · d3 blanques alfil · e3 blanques peó · f3 blanques cavall · a2 blanques peó · b2 blanques alfil · c2 blanques peó · d2 blanques cavall · f2 blanques peó · g2 blanques peó · h2 blanques peó · a1 blanques torre · d1 blanques dama · f1 blanques torre · g1 blanques rei | d4 blanques peó · b3 blanques peó · d3 blanques alfil · e3 blanques peó · f3 blanques cavall · a2 blanques peó · b2 blanques alfil · c2 blanques peó · d2 blanques cavall · f2 blanques peó · g2 blanques peó · h2 blanques peó · a1 blanques torre · d1 blanques dama · f1 blanques torre · g1 blanques rei | d4 blanques peó · b3 blanques peó · d3 blanques alfil · e3 blanques peó · f3 blanques cavall · a2 blanques peó · b2 blanques alfil · c2 blanques peó · d2 blanques cavall · f2 blanques peó · g2 blanques peó · h2 blanques peó · a1 blanques torre · d1 blanques dama · f1 blanques torre · g1 blanques rei | d4 blanques peó · b3 blanques peó · d3 blanques alfil · e3 blanques peó · f3 blanques cavall · a2 blanques peó · b2 blanques alfil · c2 blanques peó · d2 blanques cavall · f2 blanques peó · g2 blanques peó · h2 blanques peó · a1 blanques torre · d1 blanques dama · f1 blanques torre · g1 blanques rei | d4 blanques peó · b3 blanques peó · d3 blanques alfil · e3 blanques peó · f3 blanques cavall · a2 blanques peó · b2 blanques alfil · c2 blanques peó · d2 blanques cavall · f2 blanques peó · g2 blanques peó · h2 blanques peó · a1 blanques torre · d1 blanques dama · f1 blanques torre · g1 blanques rei | 3 |
| 2 | d4 blanques peó · b3 blanques peó · d3 blanques alfil · e3 blanques peó · f3 blanques cavall · a2 blanques peó · b2 blanques alfil · c2 blanques peó · d2 blanques cavall · f2 blanques peó · g2 blanques peó · h2 blanques peó · a1 blanques torre · d1 blanques dama · f1 blanques torre · g1 blanques rei | d4 blanques peó · b3 blanques peó · d3 blanques alfil · e3 blanques peó · f3 blanques cavall · a2 blanques peó · b2 blanques alfil · c2 blanques peó · d2 blanques cavall · f2 blanques peó · g2 blanques peó · h2 blanques peó · a1 blanques torre · d1 blanques dama · f1 blanques torre · g1 blanques rei | d4 blanques peó · b3 blanques peó · d3 blanques alfil · e3 blanques peó · f3 blanques cavall · a2 blanques peó · b2 blanques alfil · c2 blanques peó · d2 blanques cavall · f2 blanques peó · g2 blanques peó · h2 blanques peó · a1 blanques torre · d1 blanques dama · f1 blanques torre · g1 blanques rei | d4 blanques peó · b3 blanques peó · d3 blanques alfil · e3 blanques peó · f3 blanques cavall · a2 blanques peó · b2 blanques alfil · c2 blanques peó · d2 blanques cavall · f2 blanques peó · g2 blanques peó · h2 blanques peó · a1 blanques torre · d1 blanques dama · f1 blanques torre · g1 blanques rei | d4 blanques peó · b3 blanques peó · d3 blanques alfil · e3 blanques peó · f3 blanques cavall · a2 blanques peó · b2 blanques alfil · c2 blanques peó · d2 blanques cavall · f2 blanques peó · g2 blanques peó · h2 blanques peó · a1 blanques torre · d1 blanques dama · f1 blanques torre · g1 blanques rei | d4 blanques peó · b3 blanques peó · d3 blanques alfil · e3 blanques peó · f3 blanques cavall · a2 blanques peó · b2 blanques alfil · c2 blanques peó · d2 blanques cavall · f2 blanques peó · g2 blanques peó · h2 blanques peó · a1 blanques torre · d1 blanques dama · f1 blanques torre · g1 blanques rei | d4 blanques peó · b3 blanques peó · d3 blanques alfil · e3 blanques peó · f3 blanques cavall · a2 blanques peó · b2 blanques alfil · c2 blanques peó · d2 blanques cavall · f2 blanques peó · g2 blanques peó · h2 blanques peó · a1 blanques torre · d1 blanques dama · f1 blanques torre · g1 blanques rei | d4 blanques peó · b3 blanques peó · d3 blanques alfil · e3 blanques peó · f3 blanques cavall · a2 blanques peó · b2 blanques alfil · c2 blanques peó · d2 blanques cavall · f2 blanques peó · g2 blanques peó · h2 blanques peó · a1 blanques torre · d1 blanques dama · f1 blanques torre · g1 blanques rei | 2 |
| 1 | d4 blanques peó · b3 blanques peó · d3 blanques alfil · e3 blanques peó · f3 blanques cavall · a2 blanques peó · b2 blanques alfil · c2 blanques peó · d2 blanques cavall · f2 blanques peó · g2 blanques peó · h2 blanques peó · a1 blanques torre · d1 blanques dama · f1 blanques torre · g1 blanques rei | d4 blanques peó · b3 blanques peó · d3 blanques alfil · e3 blanques peó · f3 blanques cavall · a2 blanques peó · b2 blanques alfil · c2 blanques peó · d2 blanques cavall · f2 blanques peó · g2 blanques peó · h2 blanques peó · a1 blanques torre · d1 blanques dama · f1 blanques torre · g1 blanques rei | d4 blanques peó · b3 blanques peó · d3 blanques alfil · e3 blanques peó · f3 blanques cavall · a2 blanques peó · b2 blanques alfil · c2 blanques peó · d2 blanques cavall · f2 blanques peó · g2 blanques peó · h2 blanques peó · a1 blanques torre · d1 blanques dama · f1 blanques torre · g1 blanques rei | d4 blanques peó · b3 blanques peó · d3 blanques alfil · e3 blanques peó · f3 blanques cavall · a2 blanques peó · b2 blanques alfil · c2 blanques peó · d2 blanques cavall · f2 blanques peó · g2 blanques peó · h2 blanques peó · a1 blanques torre · d1 blanques dama · f1 blanques torre · g1 blanques rei | d4 blanques peó · b3 blanques peó · d3 blanques alfil · e3 blanques peó · f3 blanques cavall · a2 blanques peó · b2 blanques alfil · c2 blanques peó · d2 blanques cavall · f2 blanques peó · g2 blanques peó · h2 blanques peó · a1 blanques torre · d1 blanques dama · f1 blanques torre · g1 blanques rei | d4 blanques peó · b3 blanques peó · d3 blanques alfil · e3 blanques peó · f3 blanques cavall · a2 blanques peó · b2 blanques alfil · c2 blanques peó · d2 blanques cavall · f2 blanques peó · g2 blanques peó · h2 blanques peó · a1 blanques torre · d1 blanques dama · f1 blanques torre · g1 blanques rei | d4 blanques peó · b3 blanques peó · d3 blanques alfil · e3 blanques peó · f3 blanques cavall · a2 blanques peó · b2 blanques alfil · c2 blanques peó · d2 blanques cavall · f2 blanques peó · g2 blanques peó · h2 blanques peó · a1 blanques torre · d1 blanques dama · f1 blanques torre · g1 blanques rei | d4 blanques peó · b3 blanques peó · d3 blanques alfil · e3 blanques peó · f3 blanques cavall · a2 blanques peó · b2 blanques alfil · c2 blanques peó · d2 blanques cavall · f2 blanques peó · g2 blanques peó · h2 blanques peó · a1 blanques torre · d1 blanques dama · f1 blanques torre · g1 blanques rei | 1 |
|   | a | b | c | d | e | f | g | h |   |

Una variant del Colle és el Sistema Colle-Zukertort (en honor de Johannes Zukertort), es caracteritza per un desenvolupament de l'alfil a b2. El pla típic és: 1.d4 d5 2.Cf3 e6 3.e3 Cf6 4.Ad3 c5 5.b3 Cc6 6.0-0 Ad6
7.Ab2 0-0. En aquesta variant les blanques normalment jugaran per fer un atac al flanc de rei, malgrat el seu desenvolupament aparentment innocu. Aquest sistema ha estat sovint emprat a nivell de Grans Mestres per Artur Iussúpov.

## Plans estratègics
El pla estratègic que es troba darrere del Sistema Colle és per un atac al flanc de rei. El cavall negre serà intercanviat a la casella e4, o apartat per l'avenç e4-e5. Això treu una vigilància a la casella h7, sovint habilitant un sacrifici clàssic d'alfil a h7 mentre s'inicia un atac d'escac i mat. Alguns autors fins i tot anomenen aquest sacrifici com a "sacrifici Colle".

## Partides
Una famosa victòria del Sistema Colle amb un inusual sacrifici Axh7 sacrifici és Colle–O'Hanlon, 1930. Els analistes han discutit força sobre la solidesa teòrica d'aquest sacrifici durant molts anys. 
 1.d4 d5 2.Cf3 Cf6 3.e3 c5 4.c3 e6 5.Ad3 Ad6 6.Cbd2 Cbd7 7.0-0 0-0 8.Te1 Te8 9.e4 dxe4 10.Cxe4 Cxe4 11.Axe4 cxd4 12.Axh7+ Rxh7 13.Cg5+ Rg6 14.h4 Th8 15.Txe6+ Cf6 16.h5+ Rh6 17.Txd6 Da5 18.Cxf7+ Rh7 19.Cg5+ Rg8 20.Db3+ 1–0 (les negres abandonen)
Les negres tenen una gran varietat de respostes per a contraatacar el Sistema Colle. Una de les més dinàmiques és de l'estil de la defensa índia de dama. Les blanques pressionen el peó d'e4, mentre que les negres estan apunt de soscavar el centre de les blanques i atacar el flanc de dama. La tècnica és ben il·lustrada en la partida entre Colle i José Capablanca del 1929:
 1.d4 Cf6 2.Cf3 b6 3.e3 Ab7 4.Cbd2 e6 5.Ad3 c5 6.0-0 Cc6 7.c3 Ae7 8.e4 cxd4 9.Cxd4 0-0 10.De2 Ce5 11.Ac2 Dc8 12.f4 Aa6 13.Dd1 Cc6 14.Tf3 g6 15.C2b3 Cxd4 16.Cxd4 Ab7 17.De2 Ac5 18.Th3 Dc6 19.e5 Cd5 20.Df2 Axd4 21.cxd4 Tac8 22.Ad1 f6 23.Dh4 Tf7 24.Af3 Dc4 25.Ae3 Cxe3 26.Axb7 Cf5 27.De1 Tc7 28.Be4 Dxd4+ 29.Rh1 fxe5 30.Axf5 exf5 31.fxe5 Te7 32.Te3 Dxb2 33.e6 dxe6 34.Txe6 Rf7 0–1 (les blanques abandonen) 